# Языки михе-соке

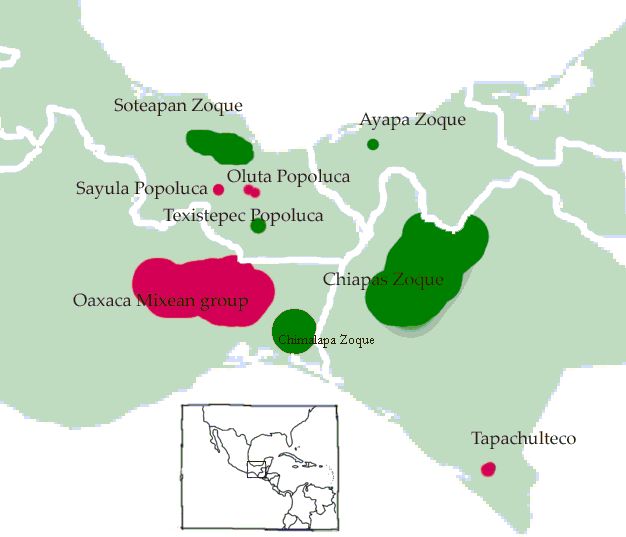
Распространение языков михе (красный цвет) и соке (зеленый)

Языки ми́хе-со́ке (михе-сокские, мише-соке, мисокейские; Mixe-Zoquean, Mije-Sokean, Mizoquean) — семья индейских языков, распространённых в Средней Америке, на юге Мексики (штаты Табаско, Оахака, Чьяпас, Веракрус). Правительство Мексики выделяет три языка, относящихся к этой семье: михе, соке и пополукские языки, однако С. Вихманн выделяет до 12 живых языков.

## Состав семьи
Сёрен Вихманн предлагает следующую классификацию языков михе-соке, которая является самой последней и проработанной на сегодняшний день:161:
- Ветвь михе (мише, михейская)
  - Оахакская группа (оахакские михе):
    - низменный михе (михе низменностей, Lowland Mixe)
    - предгорный михе (центральный михе, михе предгорий, Midland Mixe)
    - северный горный михе (тотонтепекский; North Highland Mixe)
    - южный горный михе (тлауитольтепекский; Ayuujk; South Highland Mixe), включая диалект аютла

  - Тапачультекский язык (†)
  - Саюльтекский язык (саюла-пополука; tʉcmay-ajw)
  - Олютекский язык (олюта-пополука; Yaak’awü)
- Ветвь соке (сокейская)
  - Северная группа (соке Залива; Gulf Zoquean)
    - аяпа (аяпа-соке, аяпанек, табаско-соке) (?†)
    - техистепекский язык (тешиспетек-пополука; Wää 'oot)
    - сотеапанский соке (сотеапанек, сьерра-пополука, горный соке, горный пополука; самоназвание Nundajɨɨyi)

  - Чималапский соке (оахакский соке)
    - санта-марийский диалект
    - сан-мигельский диалект

  - Чьяпасский соке (собственно соке)

## Грамматическая характеристика
Для языков михе-соке характерны вершинное маркирование в клаузе и полисинтетизм при достаточно бедной именной морфологии. Морфологический строй эргативный, с элементами расщеплённой эргативности. Различается три аспектуальных значения: незавершённость, завершённость и ирреалис, причем в матричных и вложенных клаузах материальное выражение каждого из аспектов разное.

## История
Иногда предполагается, что в более ранние времена языки михе-соке были распространены на обширных территориях Центральной Америки. Т. Кауфман и Л. Кэмпбелл на основе анализа заимствований в другие языки Центральной Америки, сделанных, как они полагали, из праязыка михе-соке, утверждали, что носителями этого языка были ольмеки, контролировавшие значительную территории в этом регионе. Однако С. Вихманн отрицает эти построения: согласно его реконструкции, многие из заимствований, о которых идёт речь, сделаны из языков соке, а не из праязыка, то есть относятся к периоду более позднему, чем расцвет ольмекской культуры.

## Классификация
Эдвард Сепир предполагал, что языки михе-соке относятся к гипотетической пенутийской макросемье, однако эта гипотеза не стала общепринятой